# ラモーナのおきて
『ラモーナのおきて』（原題：Ramona and Beezus）は、2010年のアメリカのファミリー映画。ビバリー・クリアリーの小説『ビーザスといたずらラモーナ』を原作としている 。日本ではDVDスルーとして、2011年11月23日にDVDが発売された。

## ストーリー
ラモーナは、両親と姉と妹と飼い猫とともに暮らす、幸せな少女だった。
だが、あるとき父が失業し、引っ越すかどうかという話が出た。
環境が変わってほしくない自分のためにも、彼女は父のために職を探そうとする。

## キャスト
| 役名                       | 俳優                     | 日本語吹替 |
| -------------------------- | ------------------------ | ---------- |
| ラモーナ・クインビー       | ジョーイ・キング         | 大谷育江   |
| ビーザス・クインビー       | セレーナ・ゴメス         | 根本圭子   |
| ヘンリー・ハギンズ         | ハッチ・ダーノ           | 成瀬誠     |
| ベアトリス（ビー）おばさん | ジニファー・グッドウィン | 高木礼子   |
| ホバート・ケンプ           | ジョシュ・デュアメル     | 高橋広樹   |
| ドロシー・クインビー       | ブリジット・モイナハン   | 藤本喜久子 |
| ロバート・クインビー       | ジョン・コーベット       | 東地宏樹   |
| ミーチャム夫人             | サンドラ・オー           | 沢海陽子   |
| トリプレットの母           | リンダ・ボイド           |            |

## 評価
レビュー・アグリゲーターのRotten Tomatoesでは91件のレビューで支持率は70%、平均点は6.20/10となった。Metacriticでは29件のレビューを基に加重平均値が56/100となった。